# Castello di Neviano
Il castello di Neviano, anche noto come castello baronale Orsini Del Balzo, è una storica struttura militare posta nel cuore del borgo antico di Neviano in provincia di Lecce, Puglia. Risale al XV secolo.

## Storia

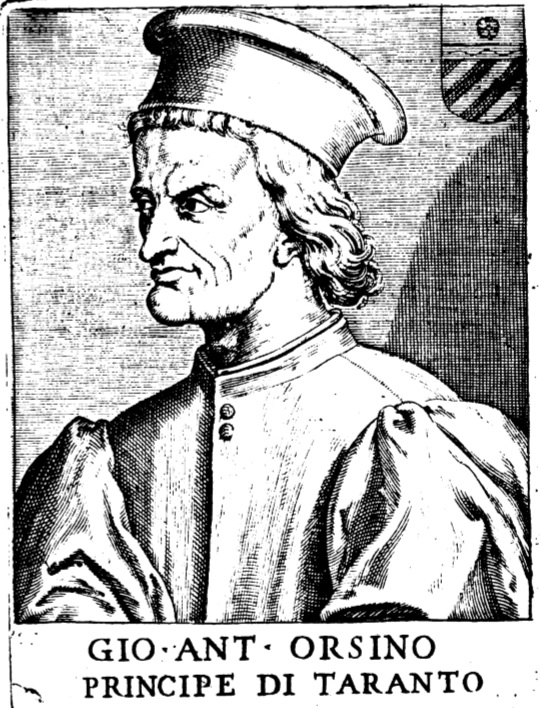
Giovanni Antonio Orsini del Balzo.

La storica fortezza venne edificata per volere di Giovanni Antonio Orsini del Balzo nella seconda metà del XV secolo e svolse la funzione di difesa del territorio dagli assalti che avrebbero potuto arrivare dal mare.
Circa due secoli più tardi la fortezza venne modificata ed ampliata, assumendo un aspetto diverso. Nella seconda metà del XX secolo, dopo un periodo nel quale era lentamente caduta in uno stato di quasi abbandono, si decise di demolire le parti ormai pericolanti e poi venne utilizzato solo durante le festività natalizie per manifestazioni locali. Nelle vicinanze sono state rinvenute testimonianze di presenze umane risalenti non solo ad epoca medievale ma anche neolitica.
Nel 2018 è stato attivato un progetto per il suo restauro e recupero.

## Descrizione
L'antica struttura ha una pianta rettangolare e conserva due piani della fortezza originale. Il castello ha una pianta all’incirca quadrangolare, da come è possibile intuire nonostante la parte demolita, e si sviluppa su due piani. Presenta le caratteristiche tipiche di una fortezza, essendo fornito di piombatoi, feritoie e di un cornicione terminale sostenuto da beccatelli. In origine era circondato da un fossato scavalcabile con un ponte levatoio non più esistente.